# Лугау (Рудные горы)
Лугау (нем. Lugau/Erzgeb.) — город в Германии, в земле Саксония. Подчинён административному округу Хемниц. Входит в состав района Рудные Горы. Подчиняется управлению Лугау (Эрцгебирге).  Население составляет 7071 человек (на 31 декабря 2010 года). Занимает площадь 6,32 км². Официальный код  —  14 1 88 160.